# Glynis Barber
Pour les articles homonymes, voir Barber.
Glynis Barber (parfois créditée Glynnis Barber), née Glynis Van Der Riet le 25 octobre 1955 à Durban, est une actrice sud-africaine et britannique.

## Biographie
Glynis Barber est née à Durban, en Afrique du Sud, fille de Heather Maureen (Robb) et de Frederick Werndly Barry van der Riet. Elle est fille unique et ses parents divorcent quand elle est toute petite.
À l'âge de 18 ans, elle part à Londres pour étudier à la prestigieuse Mountview Theatre School. Peu après, sa mère décède et cet évènement aura un grand impact sur sa vie, elle le mentionne dans plusieurs interviews.
Elle épouse l'acteur Paul Antony-Barber, qu'elle a rencontré à l'école de théâtre, en 1976. Ils divorcent en 1979.
Après être devenue actrice, elle joue plusieurs rôles au théâtre, dans des films à la télévision et tourne avec la Royal Shakespeare Company. 
Son premier grand succès à la télévision est le rôle de Soolin dans la série britannique Blake's 7 où elle apparaît au cours de la quatrième saison (1980-1981) et où elle était apparue dans la première saison (1978) jouant le rôle de Mutoid dans l'épisode intitulé Project Avalon.
Le rôle le plus important de Glynis Barber à la télévision est celui du sergent détective Harriet Makepeace dans la série britannique Mission casse-cou (1984-1986) où elle partage le premier rôle avec Michael Brandon.
On peut noter la ressemblance entre les histoires de Dempsey et Makepeace et celle des acteurs les incarnant. S'entendant comme chien et chat dans la série, ils cultivent ce paradoxe sur le tournage. Mais à l'occasion d'un voyage en avion incognito pour soigner un tendon de la main sectionné pour Michael Brandon, leur relation est démasquée par Joan Collins. Ils sont mariés depuis le 18 novembre 1989, et ont un fils Alexander Max Brandon né le 21 novembre 1992.

## Filmographie

### Cinéma
- 1978 : Terror : Carol Tucker
- 1979 : Yesterday's Hero : Susan
- 1982 : Tangiers : Beth
- 1982 : Horror Safari : Janice Jefferson
- 1983 : La Dépravée (The Wicked Lady)
- 1989 : Docteur Jekyll et M. Hyde (Edge of Sanity) : Elisabeth Jekyll
- 1998 : Le Royaume des Fées (Beings) : Nancy Preston
- 2001 : On the Nose : Anthea Davis
- 2005 : Family Affairs : Belinda Heath
- 2013 : Hammer of the Gods : Astrid
- 2015 : Point Break : C. Mc Guire (FBI - Head of investigations)

### Télévision
- 1978 : Duel (V) : Mutoid
- 1979 : The Voysey Inheritance (TV)
- 1981 : Warlord (V) : Soolin
- 1978-1981 : Blakes 7 : Soolin (TV Series)
- 1982 : The New Adventures of Lucky Jim : Lucy Simmons (TV Series)
- 1982 : Jane : Jane (TV Series)
- 1983 : The Hound of the Baskervilles : Beryl Stapleton  (TV)
- 1985 : Mission casse-cou (Dempsey & Makepeace) : Det. Sgt. Harry Makepeace aka Lady Harriet Alexandra Charlotte Makepeace (TV Series)
- 1987 : Visitors : Lucy (TV)
- 1992 : The Mirror Crack'd : Lola Brewster  (TV)
- 1997 : The Apocalypse Watch : Janine Courtland  (TV)
- 2001 : Night & Day : Fiona Brake (TV Series)
- 2003 : Murphy's Law: Kiss and Tell : Patricia Morris (TV)
- 2006 : Trial & Retribution X: Sins of the Father : Dora Hills (TV)
- 2010 : EastEnders : Glenda Mitchell (TV)

### Doublage
- 1995 : Conqueror A.D. 1086 :  Victoria
- 2001 : Hostile Waters : Church